# Typhlocybinae
Typhlocybinae (лат.) — подсемейство прыгающих насекомых из семейства цикадок (Cicadellidae). Распространены всесветно. Мелкие и, как правило, светлоокрашенные цикадки. Макросетальная формула задних бёдер обычно равна 2+2+1. Древнейшие представители подсемейства были найдены в балтийском янтаре.

## Систематика
Более 5200 видов и 470 родов. Обладают сходством с Evacanthinae и Nirvaninae.
Некоторые роды подсемейства:
- Acia
- Agnesiella
- Aguriahana
- Afrakeura Einyu and Ahmed, 1979
- Afrakra Dworakowska, 1979
- Alconeura Ball and DeLong, 1925
- Alebra
- Anaka Dworakowska and Viraktamath, 1975
- Aneono Kirkaldy, 1906
- Apetiocellata
- Arbelana
- Arboridia
- Aroonra Dworakowska, 1993
- Aruena Anufriev, 1972
- Austroasca
- Ayubiana Ahmed, 1969
- Chlorita
- Diceratalebra
- Dicraneurula Vilbaste, 1968
- Dicranoneura Douglas, 1875
- Dikraneura Hardy, 1850
- Dikraneuroidea
- Dikrella Oman, 1949
- Dikrellidia Young, 1952
- Dio (род)
- Donidea Young, 1952
- Duttaella
- Dziwneono Dworakowska, 1972
- Edwardsiana
- Emelyanoviana Anufriev, 1970
- Empoa
- Empoasca
- Erythroneura
- Eupterella
- Eupteryx
- Eurhadina
- Fagocyba
- Forcipata
- Henribautia
- Hymetta
- Idona
- Joruma
- Kidrella
- Kunzeana
- Kunzella
- Kyboasca Zachvatkin, 1953
- Kybos
- Mcateeana
- Micantulina
- Motschulskyia Kirkaldy, 1905
- Naratettix Matsumura, 1931
- Notus
- Ossiannilssonola
- Punctigerella
- Protalebrella
- Rabela
- Ribautiana
- Singapora
- Solanasca
- Sweta
- Trypanalebra
- Typhlocyba
- Typhlocybella
- Wagneriala
- Ziczacella
- Zygina
- Zyginella

## Заметки
1. 1 2  Typhlocybinae — www.inhs.uiuc.edu Архивная копия от 18 мая 2011 на Wayback Machine (англ.) (Дата обращения: 31 августа 2011)
2. ↑  Christopher H. Dietrich, M. Jared Thomas. New eurymeline leafhoppers (Hemiptera, Cicadellidae, Eurymelinae) from Eocene Baltic amber with notes on other fossil Cicadellidae // ZooKeys. — 2018-01-10. — Вып. 726. — С. 131–143. — ISSN 1313-2989. — doi:10.3897/zookeys.726.21976.
3. ↑  Systema Naturae 2000 / Classification — Subfamily Typhlocybinae - (недоступная ссылка)